# Alchemy (Disclosure)
Alchemy è il quarto album in studio del duo musicale britannico Disclosure, pubblicato nel 2023.

## Tracce
1. Looking for Love – 4:50
2. Simply Won't Do – 3:26
3. Higher Than Ever Before – 3:16
4. A Little Bit – 3:29
5. Go the Distance – 4:16
6. Someday... – 0:45
7. We Were in Love – 5:00
8. Sun Showers – 4:34
9. Purify – 2:04
10. Brown Eyes – 2:31
11. Talk on the Phone – 3:26

## Formazione
- Guy Lawrence – produzione, missaggio, ingegneria
- Howard Lawrence – produzione
- DonnyBravo – produzione (tracce 1, 2, 4, 5, 10, 11)
- Max Margolis – produzione (1, 2, 4, 5, 10, 11)
- Cirkut – produzione (3)
- Matt Colton – mastering